# اچ‌ام‌اس سالمون (۱۸۹۵)
اچ‌ام‌اس سالمون (۱۸۹۵) (به انگلیسی: HMS Salmon (1895)) یک کشتی بود که طول آن ۲۰۴٫۷۵ فوت (۶۲٫۴۱ متر) بود. این کشتی در سال ۱۸۹۵ ساخته شد.